# Chiesa di San Pietro Vecchio (Favria)
L'interesse che la chiesa di San Pietro Vecchio a Favria riveste deriva dalle sue vetuste origini (XI – XII secolo) e, soprattutto, dal complesso di affreschi quattrocenteschi in essa custoditi.

## La storia

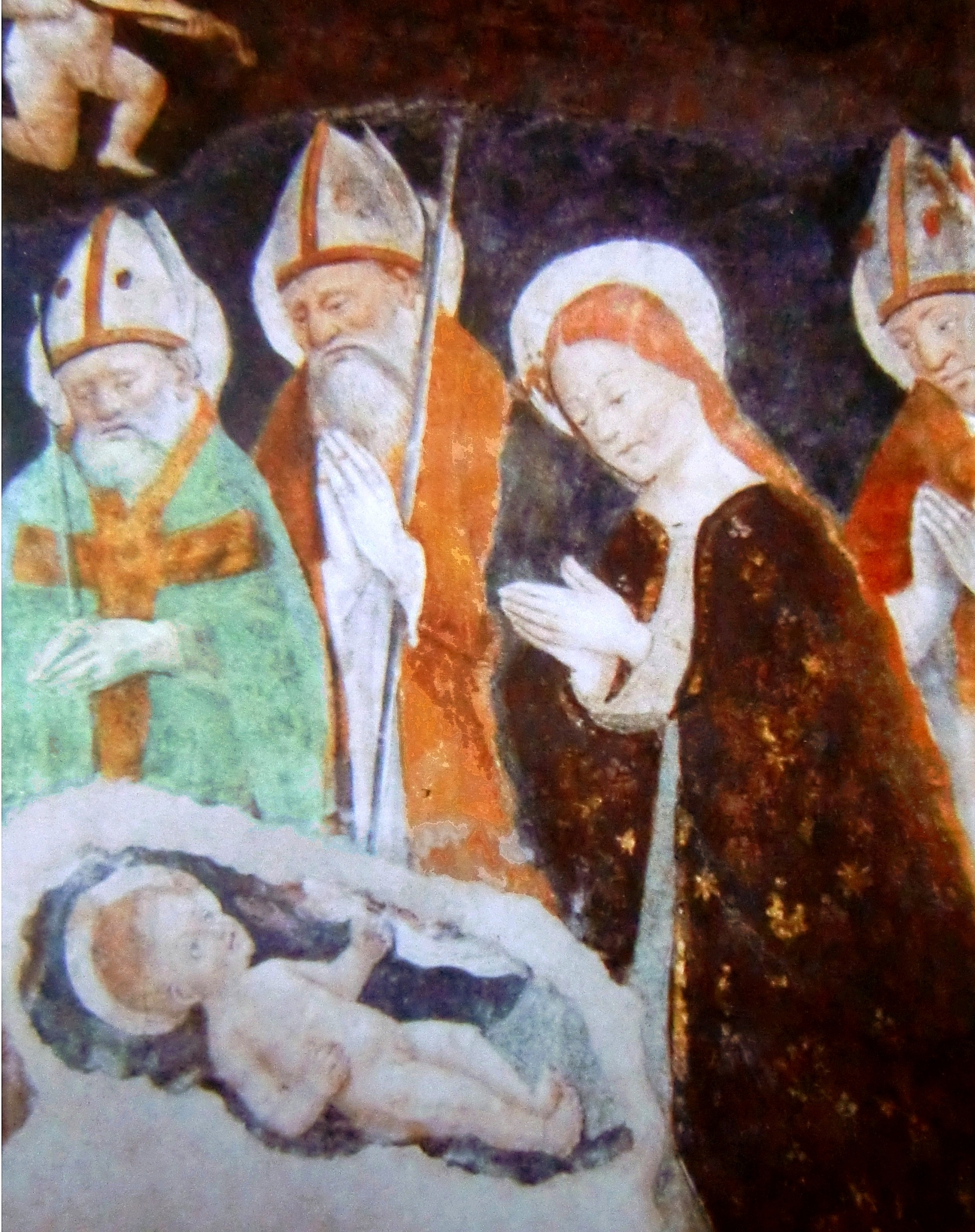
Seguace di Martino Spanzotti, Adorazione del Bambino

La chiesa di San Pietro Vecchio è posta ai margini dell'abitato di Favria, in posizione attigua al cimitero.
Sorse come modesta cappella campestre intorno al XI – XII secolo: sono di quel periodo la parte inferiore del campanile (poi innalzato) e l'abside romanica (nascosta ora alla vista esterna dai locali della sacrestia e della camera mortuaria del cimitero).
Un successivo ampliamento portò la chiesa ad assumere una struttura a tre navate e le consentì di fungere da chiesa parrocchiale. La troviamo citata in un documento del 1329 redatto in occasione di una visita pastorale: viene indicara come chiesa di San Pietro de "Peza" (nome che aveva la località in cui essa è sita), dipendente dalla diocesi di Ivrea.
Alcuni frammenti di affreschi romanici emersi sotto le pitture quattrocentesche dell'abside testimoniano come la chiesa, all'altezza del XIII- XIV secolo, dovesse essere già riccamente affrescata.
Nuovi dipinti sostituirono nel XV secolo quelli più vetusti: si tratta degli affreschi dell'abside (1432) e di quelli della cappella della Madonna delle Grazie (fine Quattrocento. inizio Cinquecento). Ad essi se ne aggiungevano verosimilmente altri, oggi non più rinvenibili, che dovevano stare nella navata sinistra.
L'assetto architettonico attuale della chiesa, vista di fronte, deriva dai lavori eseguiti nel XVIII secolo, quando venne costruito, in mattoni a vista, il pronao a tre fornici sormontato da un elegante frontone, al centro del quale è posto un ovale che ospitava un dipinto ora non più visibile.

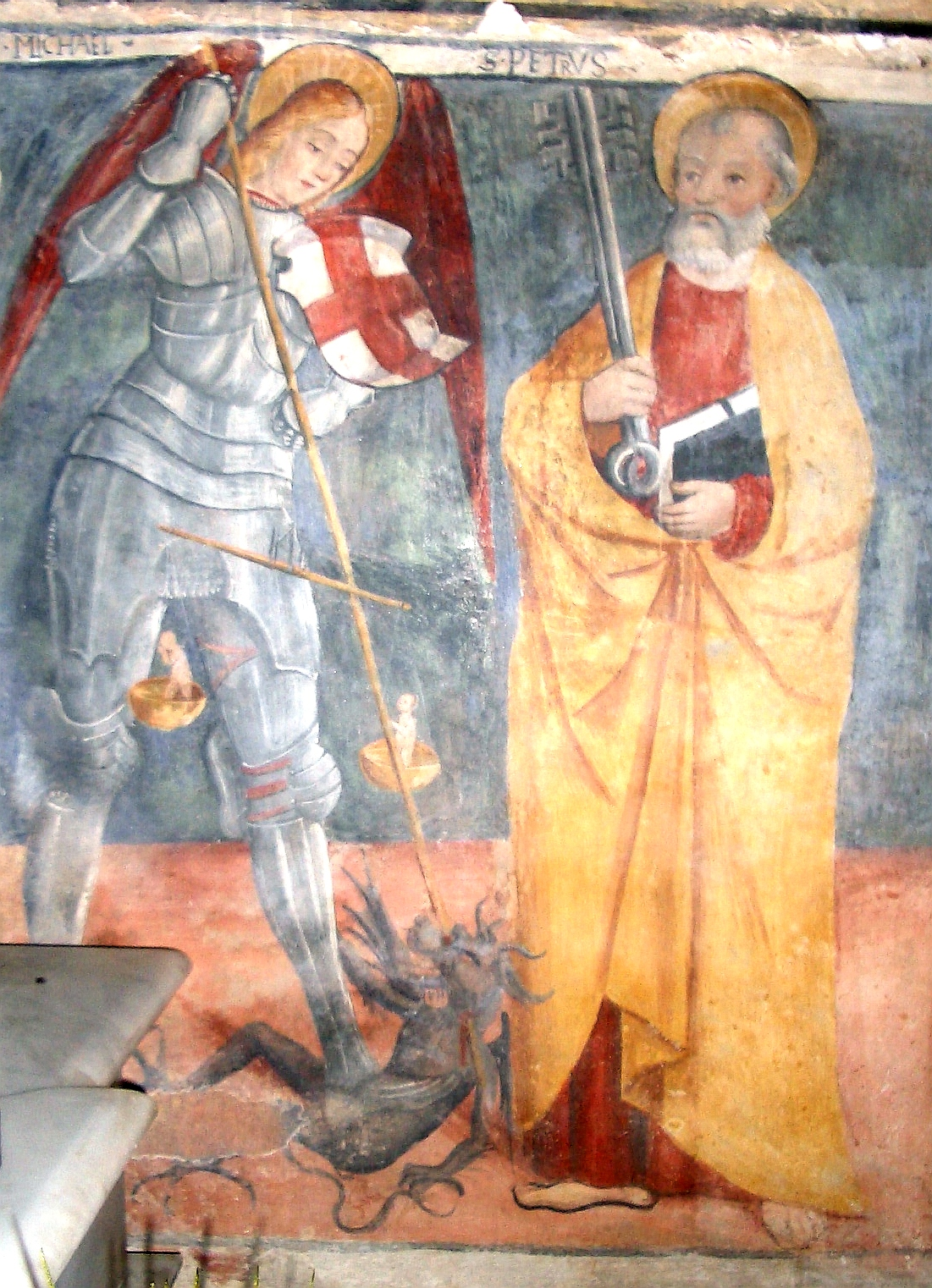
Seguace di Martino Spanzotti, San Michele Arcangelo e San Pietro, fine XV secolo

## Gli affreschi
Come accennato, la chiesa doveva già essere affrescata XIII- XIV secolo: sono infatti emerse nel catino dell'abside frammenti di affreschi raffiguranti parti di una figura umana avente caratteri (gli occhi dilatati, i pomelli rossi delle guance, ed altro ancora) riconducibili alla pittura romanica
Forse risale allo stesso periodo anche il frammento di affresco, raffigurante una singolare figura demoniaca quadricefala, ora visibile solo arrampicandosi nel sottotetto, sopra le coperture delle navate.
Gli affreschi dell'abside (riportati alla luce e restaurati nel 1999) recano la data di esecuzione: 1432. Essi raffigurano, secondo un modello iconografico a quei tempi ancora assai diffuso, un maestoso Cristo pantocratore, posto in una mandorla che occupa il catino dell'abside assieme ai simboli dei quattro evangelisti (il cosiddetto Tetramorfo) ed a cartigli in caratteri gotici nei quali si legge l'incipit dei quattro Vangeli.
Nella fascia sottostante è rappresentata la teoria degli Apostoli vestiti con abiti sontuosi, riconoscibili attraverso i loro simboli usuali e le iscrizioni poste vicine alla loro testa. Tra gli apostoli Simone e Mattia Mattia è dipinto lo stemma araldico (con leone rampante) della famiglia committente locale: i Cortina di Favria.
L'autore dei dipinti – che all'altezza del 1432, si esprime con uno linguaggio alquanto arcaico - è il maestro Domenico della Marca di Ancona (che operò a lungo nel Canavese) o da qualche suo allievo o imitatore
Nella navata destra, sopra il piccolo altare marmoreo della "cappella della Madonna delle Grazie", protetto da una vetrinetta, è posto un affresco di notevole interesse; esso raffigura una Adorazione del Bambino e Santi Vescovi. Le mutilazioni apportate al dipinto ed i rimaneggiamenti compiuti quando venne costruito l'altare, spostando più in alto la figura del Bambino, non impediscono di riconoscere in esso una "copia" piuttosto pregevole dell'Adorazione eseguita nella vicina città di Rivarolo da Martino Spanzotti verso il 1485
Nella stessa cappella troviamo altri interessanti affreschi: una Sant'Anna metterza e, sulla parete destra, un San Michele e San Pietro. Poco distante, sulla stessa parete destra, si trova un'altra coppia di santi, San Biagio e San Rocco.
Si tratta verosimilmente di affreschi eseguiti ancora nell'ultimo decennio del XV secolo o agli inizi del secolo seguente, da attribuirsi forse allo stesso valente pittore di scuola spanzottiana, autore di un'altra notevole Adorazione, quella del Santuario di Monte Stella di Ivrea.
È infine da segnalare un altro affresco riportato recentemente (2006) alla luce sul pilastro tra la navata centrale e la navatella di destra. Si tratta di una Pietà, dipinta con un linguaggio marcatamente nordico, che si fa ammirare per la drammaticità dei volti della Madonna e del Cristo. Il nuovo ritrovamento, che aumenta l'interesse artistico per questa modesta chiesa cimiteriale, non è ancora stato accuratamente studiato e nessuna ipotesi, allo stato attuale, può esser fatta sul suo autore.

## Galleria d'immagini

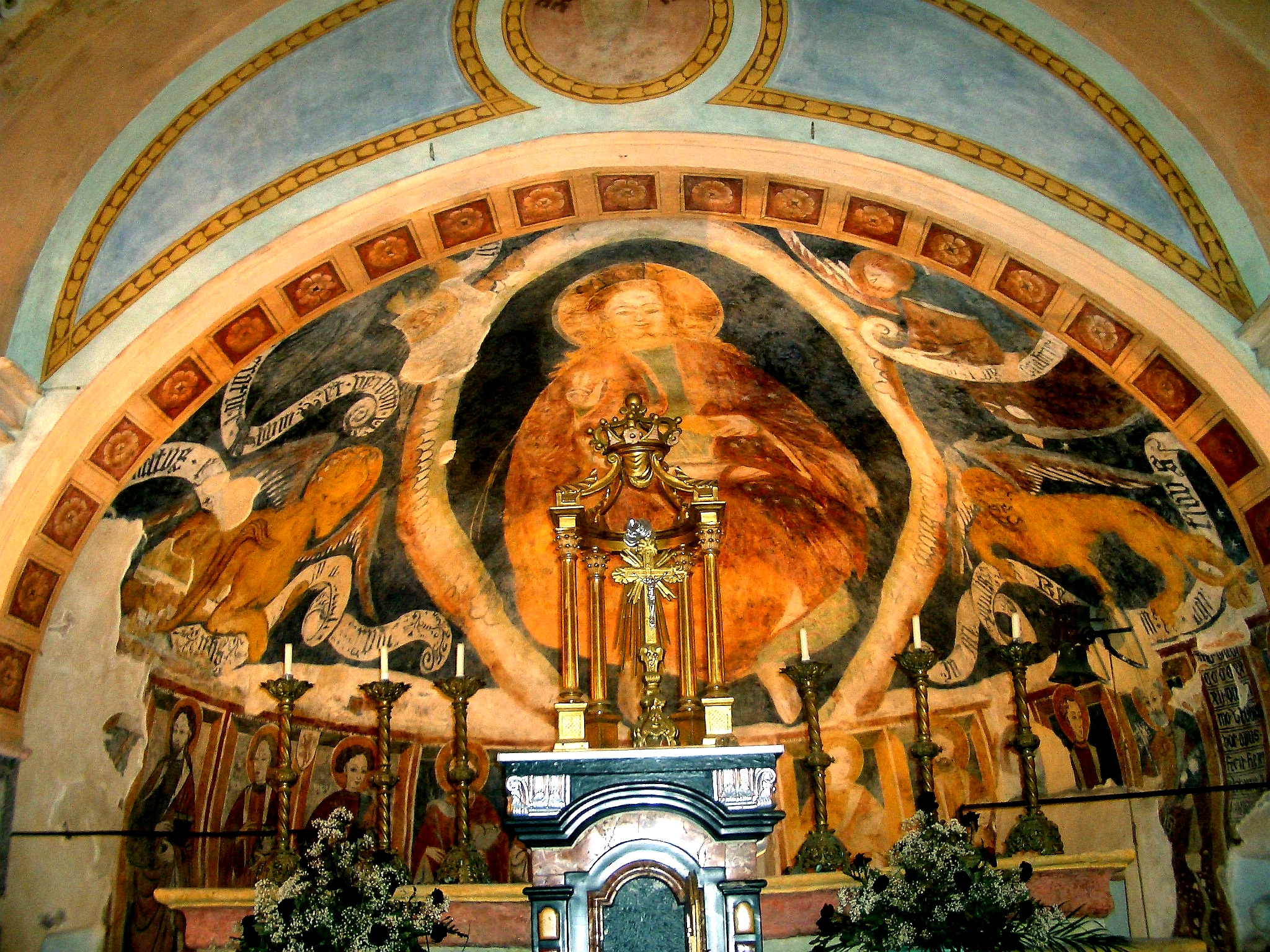
Altare ed abside affrescata
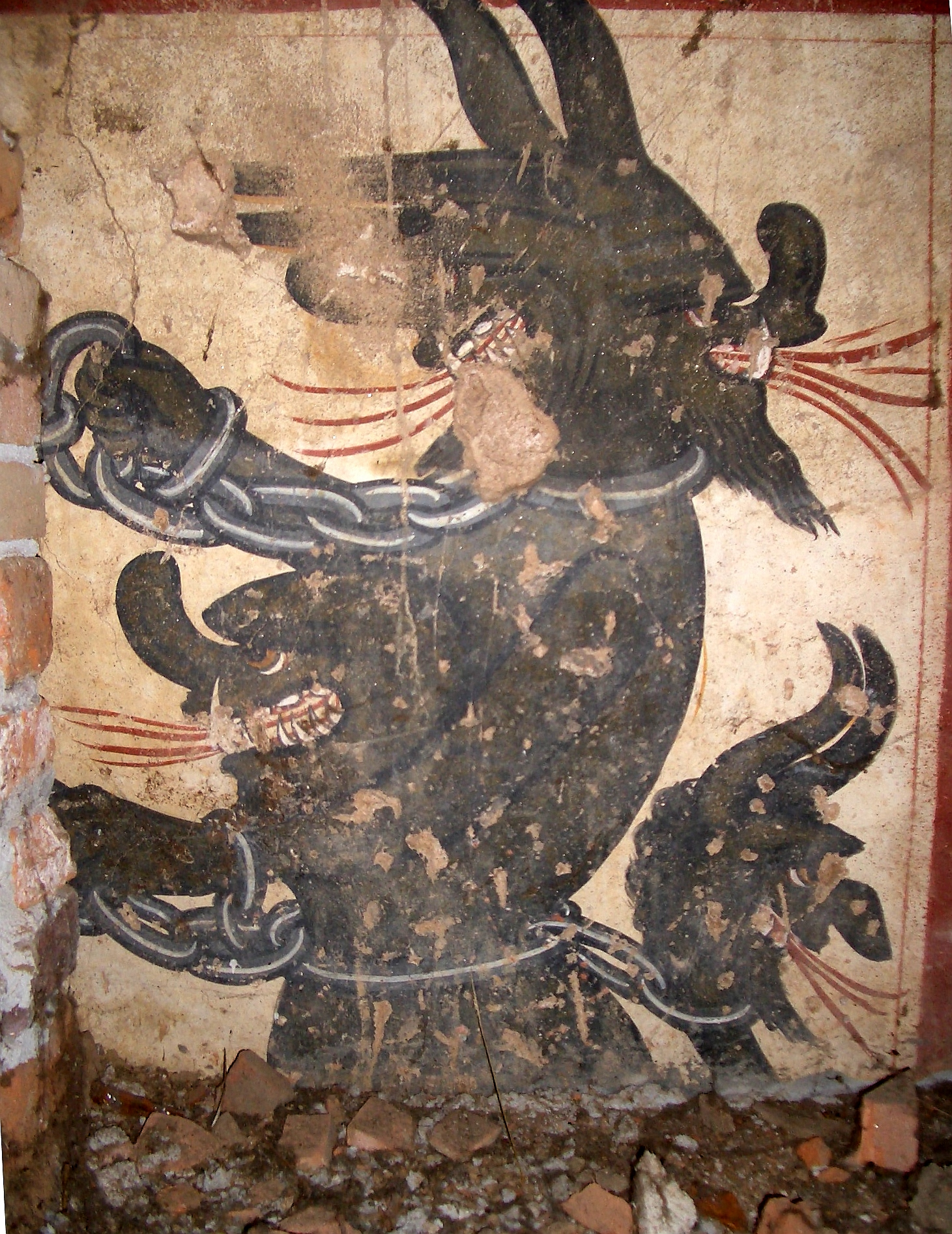
Il demone quadricefalo nascosto nel sottotetto della chiesa
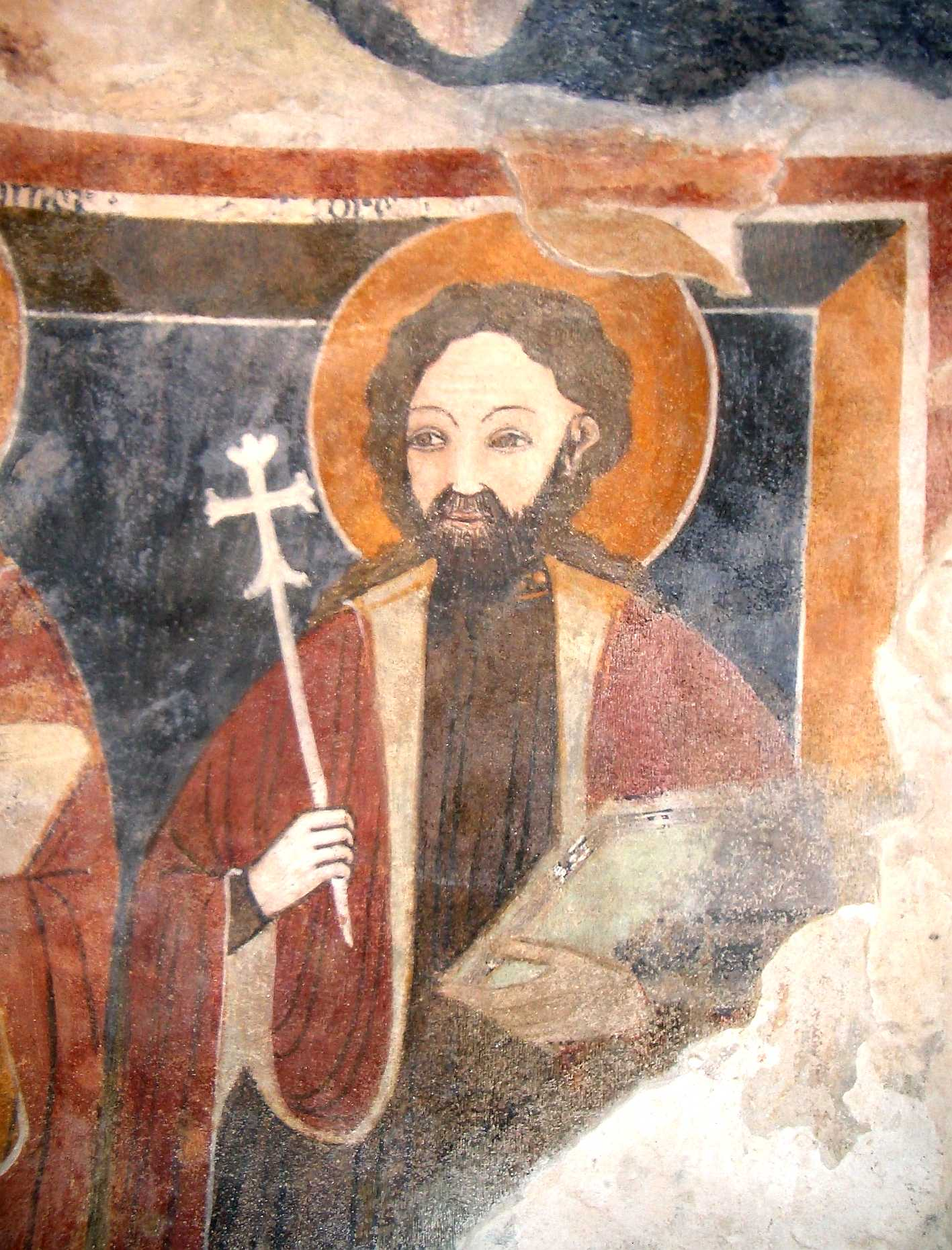
Attribuito a Domenico della Marca di Ancona, Sant'Andrea, 1432
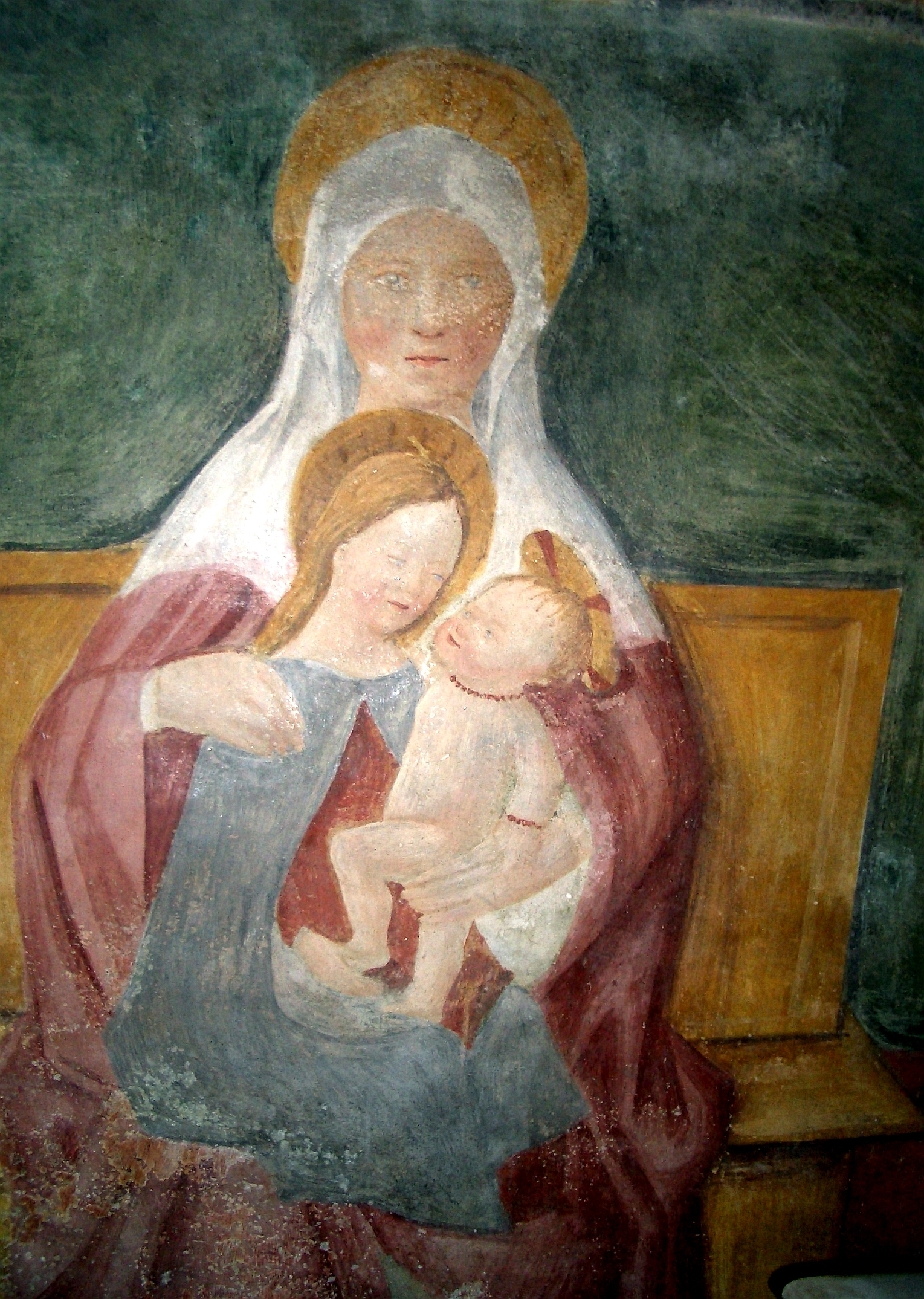
Seguace di Martino Spanzotti, Sant'Anna metterza, fine XV secolo
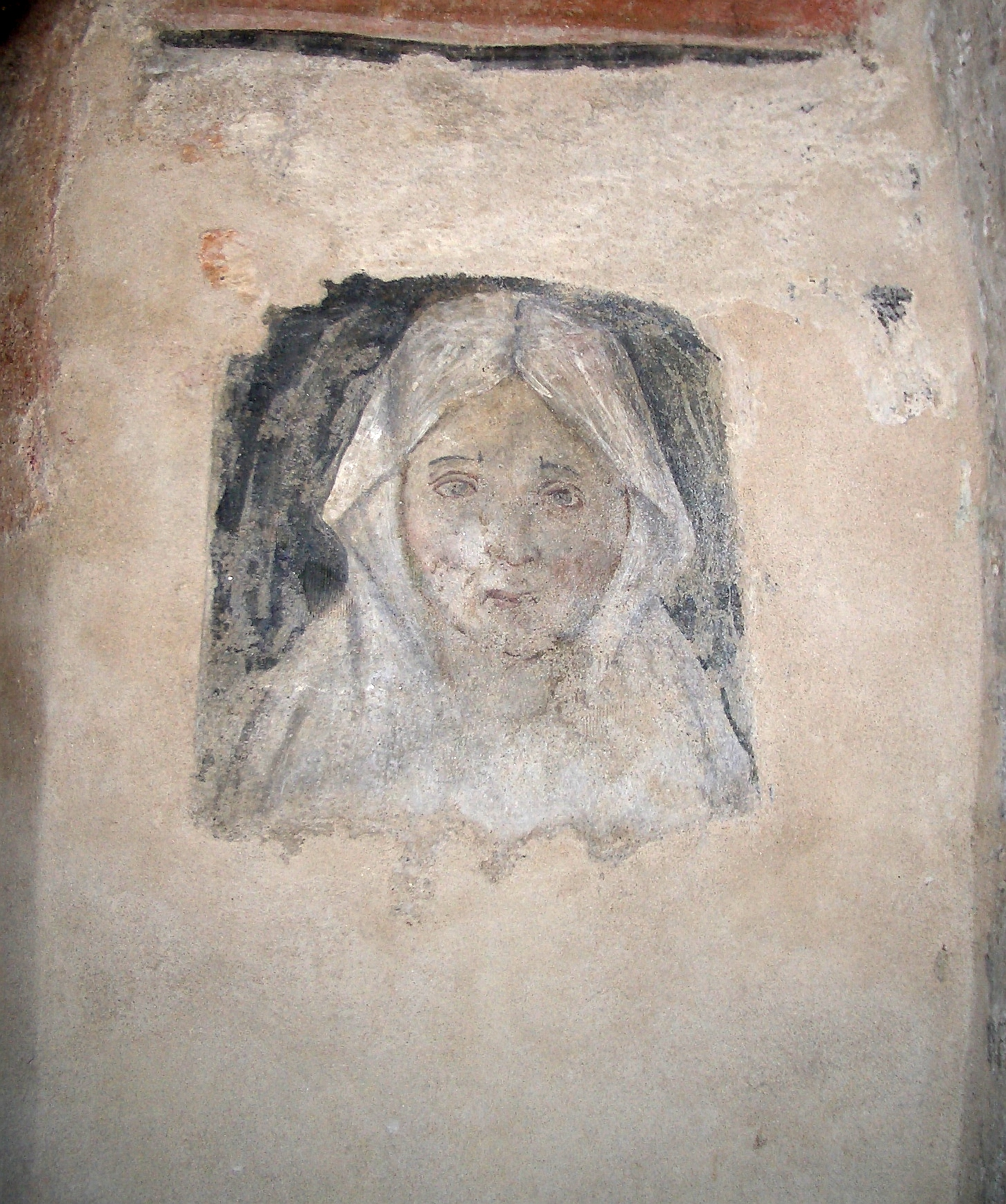
Seguace di Martino Spanzotti, Testa di Sant'Anna, prova d'autore
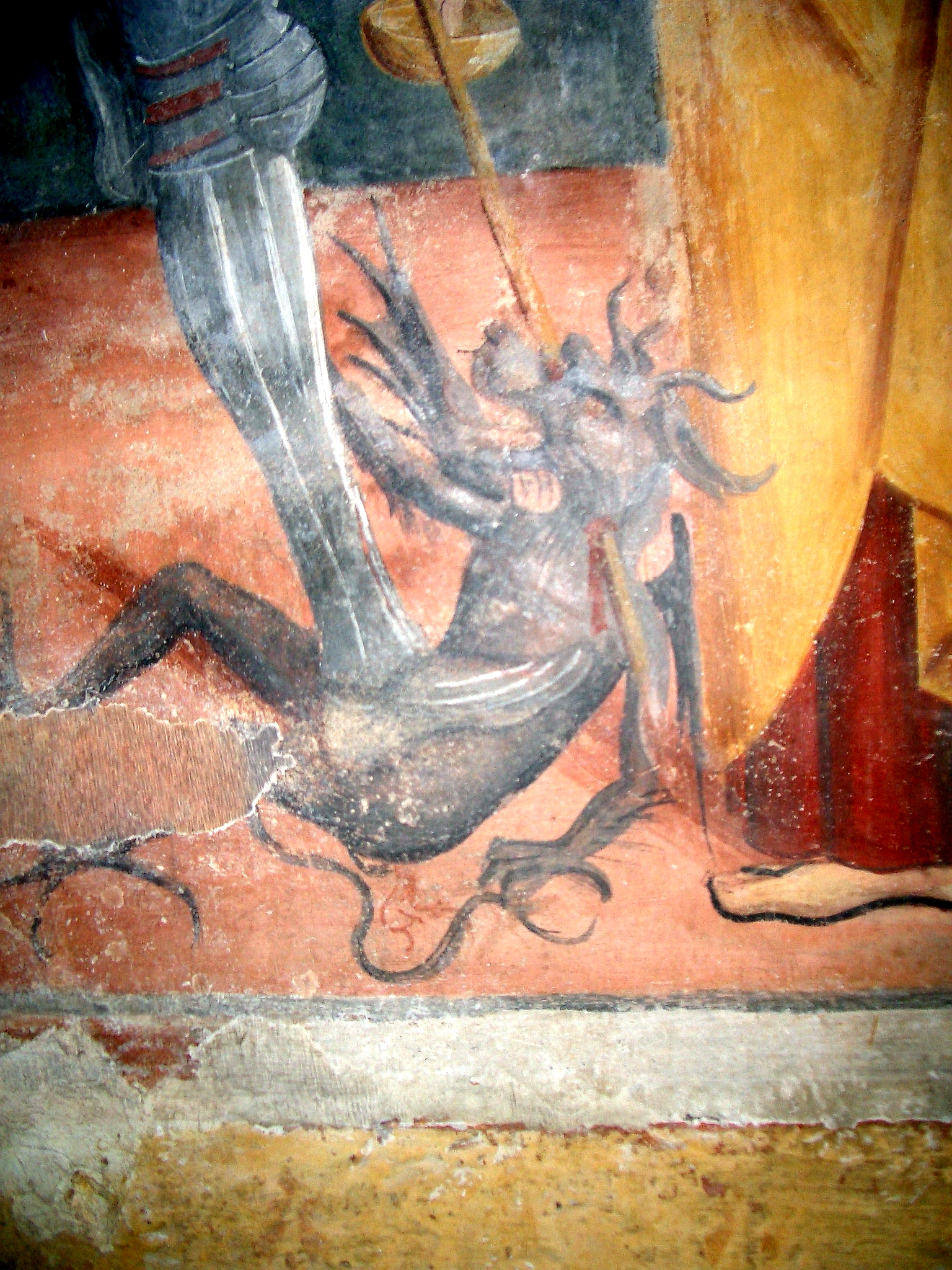
Seguace di Martino Spanzotti, San Michele Arcangelo, particolare del demonio
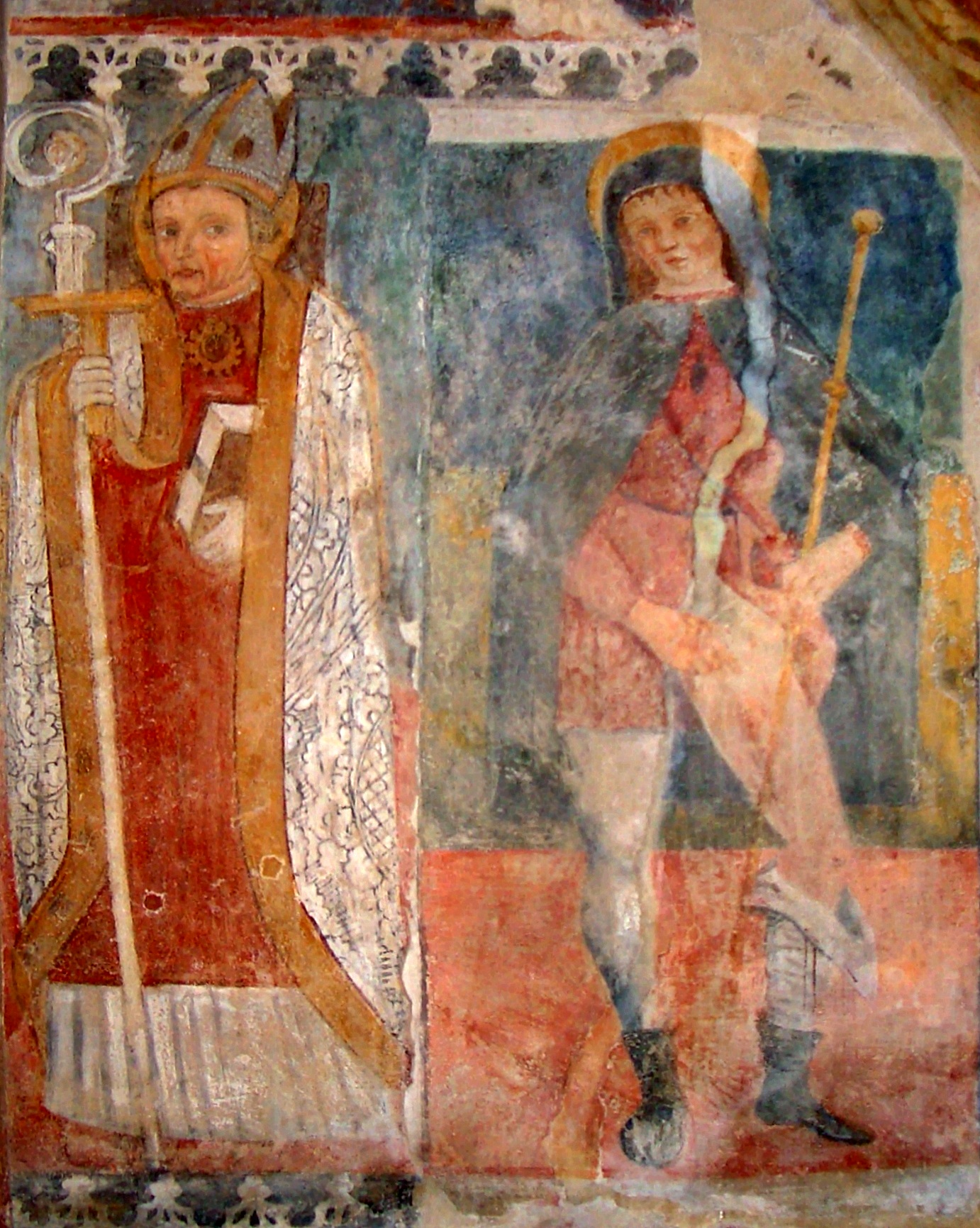
Seguace di Martino Spanzotti, San Biagio e San Rocco
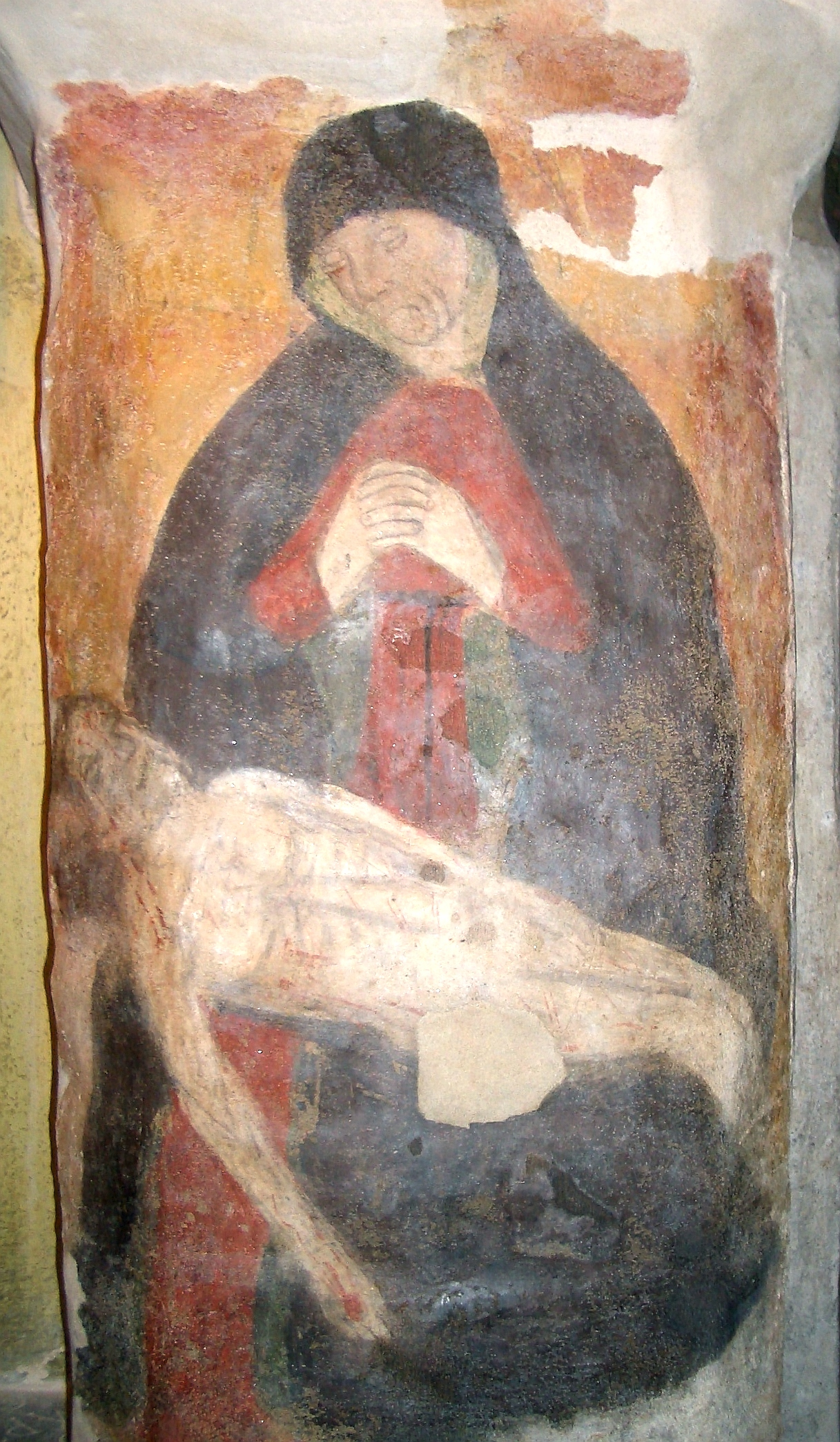
Anonimo pittore del XV secolo, Pietà